# グローバルサイン
グローバルサイン（GMOグローバルサイン株式会社）は、GMOインターネットグループで、東京都渋谷区に本社を置き、情報セキュリティおよび電子認証業務事業・ID管理事業を行っている日本の企業である。

## 解説
インターネット上のデータを暗号化するSSL/TLSサーバー証明書をはじめとする電子証明書の認証業務・発行・販売を行うグローバル企業グループであり、ベルギー、イギリス、ドイツ、フランス、スペイン、オランダ、アメリカ合衆国、中華人民共和国、オーストラリア、シンガポール、インド、香港、フィリピン、タイなどグローバルに拠点を展開しており、GMOインターネットグループのセキュリティ事業を担う連結会社である。

## 実績
グローバルサイン（GlobalSign）は、まだインターネットが一般に開放され電子認証サービスが登場し始めた初期段階の間もない1996年に、ベルギーの商工会議所と一般企業との共同出資により設立されサービスの提供を開始し、ヨーロッパで初めてWebTrustを取得した最上位の第三者認証局である。
ベルギー国内でのSSLサーバ証明書の市場シェアは1位であり、ベルギー政府関連機関への数多くの実績を持ち、eIDプロジェクト（BELPIC）をはじめとするベルギー電子政府プロジェクトの最上位認証局である、ベルギー政府認証局へのルート認証を行っている。ベルギーの電子政府プロジェクトの一環の、eIDプロジェクト（12歳以上の国民全員に電子IDを配布するという制度）で唯一のサイニングルートとして選ばれるなど多くの実績を持つ。そのほかヨーロッパでは、BMWやNestle、ING銀行、オックスフォード大学など、多くの企業や官公庁、教育機関などでも採用されている。
2006年に、GMOインターネットグループであるGMOクラウド（現 GMOグローバルサイン・ホールディングス）にジョインし、政府レベルのセキュリティを、日本をはじめ世界中に販売展開しており、SSLサーバ証明書をはじめとした電子証明書発行実績と、政府関連機関や大手企業へ多数の納入実績を持つ。
2011年に、財団法人 日本情報処理開発協会「JIPDEC」(現 一般財団法人日本情報経済社会推進協会)の「JCAN認証局」から認証発行される「JCANビジネス電子証明書サービス」に、最高位のルート認証局としてGMOグローバルサインのパブリック認証局GlobalSignのルート証明書を提供し自社ブランド以外の供給方式でビジネスを拡大する。
2013年に、日本国内においてインターネットを活用した選挙運動（ネット選挙）の解禁へ向けて課題となっている、ウェブサイトや電子メールにおいて候補者や国会議員をよそおった第三者による偽サイト・偽メール（なりすまし）を防止する「候補者認証サービス」、「国会議員認証サービス」および「政党認証サービス」を開発し提供も開始している。
GMOインターネットの海外直販ブランドであるZ.comの展開からミャンマーの政府系サイト（eVisa：電子ビザ申請）へのSSL証明書（GMOグローバルサイン供給）の導入も決定している。
2017年に、Google社が独自のルート認証局Google Trust Servicesの運用を開始するために、最高位のルート認証局としてGlobalSignのルート認証技術をGoogle社へ提供もしている。
2018年には、世界最大級の半導体設計会社であるイギリスのARM社(ARM Ltd)との連携を本格化させ、IoTデバイス向けの大量証明書の発行ビジネスを加速させている。

## 歴史
グローバルサインの設立時の社名は、ベルギーとサイン（署名）をあわせてベルサイン（BelSign）としていた。数年後、ヨーロッパ各国の著名企業での採用が増えるにつれ、国際企業としての名前、グローバルサイン（GlobalSign）に変更した。
設立は、ベルギー商工会議所と、ベルギーのセキュリティベンダーであるユビゼン（Ubizen）の共同出資による半官半民的なプロジェクトとしてスタート。その後、英国ボーダフォン（Vodafone）による出資もうけたが、米国サイバートラスト社（Cybertrust）によるユビゼン社の買収により、一時サイバートラスト社の傘下に入る。サイバートラスト社の元には、当初より同社独自の電子証明書部門が存在したこともあり、存在感が低下し、歴史の表舞台から消えることになる。
2006年、米国サイバートラストの経営の悪化により、グローバルサイン社(ベルギー)は、日本のGMOインターネットグループであるGMOクラウド（現 GMOグローバルサイン・ホールディングス）により買収される。
グローバルサインの社名は、元々日本ジオトラスト（GeoTrust）で、アメリカの販売代理店を行なっていた。アメリカのベリサインがGeoTrustを買収することに伴い、ベルギーの認証局であるGlobalSignを子会社化し、その後グローバルサインに社名変更した。ベルギーのGlobalSignは、ベルギー政府認証局への認証も行なっており、グローバルサインは販売代理店から認証局となった。
現在、日本国内に本社および開発拠点もありGMOグローバルサイン株式会社として、証明書発行数が国内シェア1位と大きく躍進している、日本国内はもとより世界のさまざまなニーズに対応した証明書サービスをグローバル拠点・現地法人を通じて展開もしている。
近年、フィンテック事業へも参入しており、GMOインターネットグループであるGMOフィナンシャルホールディングスで仮想通貨販売所を運営しているGMOコイン（旧Z.comコイン by GMO）にも出資している。
[2007年]
- 日本ジオトラスト株式会社からグローバルサイン株式会社へ社名変更し「GlobalSign」ブランドのサービスを日本発・世界へ販売開始
- 世界で3社だけが提供するWindows 対応コードサイニング向け証明書「GlobalSign ObjectSign」販売開始
- 「2007 デロイト トウシュ トーマツ 日本テクノロジーFast50」を受賞
- 第6回「アジア太平洋地域テクノロジー Fast500」を受賞
- 世界トップクラスのホスティング顧客数を誇る米国Verio社と包括的業務提携について基本合意

[2008年]
- 世界の認証局では初となる次世代SHA-2（アルゴリズムのテスト証明書発行サービスを提供開始
- グローバルサインの認証サービスが、経済産業省の推進する流通ビジネスメッセージ標準（流通BMS）に適合され流通業界向け電子認証サービス事業に参入
- グローバルサインが認証局初である韓国市場向けにEV SSLガイドラインV1.1適合のEV SSLサーバ証明書を発行開始
- NEC（日本電気）とグローバルサインが認証局構築分野で協業、NECのPKIサーバ/Carassuitとグローバルサインのパブリック認証局との連携により、電子メールやファイルのデジタル署名への利用を実現
- ヤフー株式会社（Yahoo! JAPAN）との提携による新しい認証サービス「企業実在認証サービスsupported by Yahoo! JAPAN」を提供開始
- グローバルサインが日本の認証局で唯一となるAdobe AIR（Adobe Integrated Runtime）プラットフォーム向けのコードサイニング証明書を提供開始
- グローバルサインと丸紅インフォテック社が販売契約を締結
- テクノロジー企業成長率ランキング 第6回「日本テクノロジー Fast50」を受賞、継続的な高成長を記録し三年連続の受賞
- グローバルサインとヤフー株式会社（Yahoo! JAPAN）“WEBサイトと消費者の安心をつなぐ”新しい認証サービスとして「企業実在認証サービスsupported by Yahoo! JAPAN」にドメインを認証しSSLサーバ証明書を発行するサービスを追加し展開開始
- グローバルサインがテクノロジー企業成長率ランキング「2008年アジア太平洋地域テクノロジー Fast500」を受賞、継続的な高成長を記録し三年連続の受賞

[2009年]
- セイコープレシジョン社とGMOグローバルサイン 電子署名とタイムスタンプで協業、本協業で世界各国の電子文書へ日本のタイムスタンプが原本性保証される
- ベトナム電子署名法に基づく政府系公的認証局のライセンスを持つVNPTアライアンスで、認証局の運営を行っているV-SIGN社とさらなる業務提携強化のため資本提携に合意

[2010年]
- FDA（アメリカ食品医薬品局）電子申請に利用可能なクライアント証明書 「電子署名(S/MIME)用証明書」の提供を開始

[2011年]
- 財団法人 日本情報処理開発協会「JIPDEC」(現 一般財団法人日本情報経済社会推進協会)が、GMOグローバルサインのパブリック認証局GlobalSignのルート証明書に紐付く「JCAN認証局」とパブリックルート/SHA256対応の「JCANビジネス証明書サービス」をリリース開始
- GMOグローバルサインとアイレット社、Amazon Web Services(AWS版)「第二世代ワンクリックSSL」共同開発を合意
- GlobalSignシンガポールとKDDIシンガポール社が電子認証サービスの販売代理店契約を締結
- GMO GlobalSign Inc.、クラウド導入プロバイダーのOnApp社と戦略的提携を締結
- 次世代暗号アルゴリズム「SHA-2」に対応したGlobalSignのタイムスタンプ局証明書（TSA証明書）が国内で初めてスカパーJSAT社の衛星時刻配信サービス「TimeShower（タイムシャワー）」に採用
- 次世代暗号アルゴリズム「SHA-2」に対応したGlobalSignのタイムスタンプ局証明書（TSA証明書）が国内で初めて北海道総合通信網社のタイムスタンプ付与サービスに採用
- GMOグローバルサインとPKI（公開鍵暗号基盤）を利用した製品開発・販売企業であるJCCH・セキュリティ・ソリューション・システムズ社との協業によって業務利用のiPhone・iPad向けに端末認証サービス開始

[2012年]
- GMOグローバルサインのSSLサーバ証明書を月額課金で提供できる「第二世代ワンクリックSSL」をNTTスマートコネクト社が採用
- フロスト＆サリバン社より、「2011年 北米・フロスト＆サリバン賞（2011 North America Frost & Sullivan Award ）」において、SSL証明書分野の「ベストプロダクトライン戦略賞」を受賞
- GMOグローバルサインの「SSLマネージドサービス」自動化APIを国内で初めてヤフー株式会社(Yahoo! JAPAN)が採用
- 北米エネルギー規格委員会（NAESB）の指定認証局に認定され、エネルギー産業ポータルサービス「WebRegistry」登録者向け電子証明書を提供
- GMOグローバルサインの「マネージドPKI Lite」と日本能率協会のシステムインテグレーターであるJMAS社の「KAITO」を連携 「KAITO for GlobalSign」を共同で提供開始、Android端末向けブラウザでクライアント証明書を利用する際の安全性と利便性を向上
- GMOグローバルサインのSSLサーバ証明書が楽天グループの通信事業会社であるフュージョン・コミュニケーションズ社の「FUSION Cloud」に採用
- 日立製作所、GMOグローバルサイン、日本能率協会のシステムインテグレーターであるJMAS社の3社、スマートデバイス認証強化に関する事業の協業に合意、Android™端末向けモバイルセキュリティソリューションを提供
- GMOグローバルサインの「クラウドSSL」がニフティ社とロックオン社の「EC-CUBEホスティング」に採用

[2013年]
- GMOグローバルサイン（US）、情報セキュリティプロダクトガイドが主催する「2013 Global Excellence Awards（情報セキュリティグローバルエクセレントアワード 2013）」の「SSL部門」で金賞を受賞
- 日立製作所の統合システム運用管理「JP1」とGMOグローバルサインのサーバ証明書「クイック認証SSL」が連携
- 安全なネット選挙(インターネット選挙運動)の実現へ向けて国政、地方選挙を問わず国会議員・国政選挙の候補者用「なりすまし対策用電子証明書」を地方公共団体の選挙候補者や議員、首長向けにも提供拡大

[2014年]
- 東京都知事選挙の候補者向け「なりすまし対策用電子証明書」の申込受付を開始。
- 4年連続でデータセキュリティやプライバシー関連事業を行う非営利団体Online Trust Alliance の「オンライントラスト栄誉賞」を受賞
- GMOグローバルサインがフィンランドのIAMソフトウェア会社であるUbisecure(ユビセキュア)社をグループ化し、IoEの実現に必要な信頼性の高い認証サービスを提供
- 4年連続でデータセキュリティやプライバシー関連事業を行う非営利団体Online Trust AllianceOnline Trust Allianceの「オンライントラスト栄誉賞」を受賞
- セイコーソリューションズ社と次世代PDF用電子証明書によるタイムスタンプと電子署名をクラウド化した「クラウド署名プラットフォーム」構築で協業開始
- ソフトウェアの信頼性を高めることができる開発者向けの新商品「EVコードサイニング証明書」を提供開始

[2015年]
- ロシアNo.1ドメイン・ホスティング事業者REG.RUの全ホスティングサービスへGMOグローバルサインのSSL証明書が標準搭載
- 業務利用のモバイルデバイスを管理する米AirWatch by VMware社と提携、世界150カ国超の導入実績を持つモバイル管理サービスとクライアント証明書が連携

[2016年]
- 米国のモバイルセキュリティのリーディングカンパニーBluebox Security社とモバイルアプリ開発の全プロセスでのセキュリティ強化で協業
- インダストリアル・インターネット・コンソーシアム（IIC）に加盟 試験用プラットフォーム設計に参加し産業分野のIoT化に備えたセキュリティ対策を支援
- IoT環境におけるセキュリティソリューションの実用化に向け世界的な半導体メーカーである独・インフィニオン・テクノロジー社および、米・ニューハンプシャー大学の研究機関「InterOperability Laboratory」（University of New Hampshire InterOperability Laboratory）との協同プロジェクトを開始する。
- 北欧を拠点としたスマートフォン向け認証アプリ『MePIN』を提供するフィンランドのMeontrust社および世界有数のモバイルネットワーク運用規模を誇る通信事業者であるスウェーデンのTeliaSonera社(テリア・ソネラ)と提携しモバイル端末を利用した認証ソリューションの展開を開始
- セキュアなIoT環境の実現に向け「グローバルサイン IoTプログラム」を開始する
- 公的個人認証サービスにおける総務大臣認定を取得、マイナンバー制度を利用した「GMOオンライン本人確認サービス」の提供開始
- GMOクリック証券が証券業界初である口座開設手続きがオンライン上で完結できるサービスにGMOグローバルサインの「マイナンバー制度対応オンライン本人確認サービス」を採用し一般利用が開始される
- 米ニュースサイトCRNが選ぶ「IoT企業トップ50」に選定、同時にIoTセキュリティ企業5社にも選定される
- フィンテック事業へ参入のためブロックチェーン上におけるセキュアな本人認証サービスを開発し検証開始
- GMOインターネットとブロックチェーンとIoT技術を活用した実証実験を開始、GMOグローバルサインはブロックチェーンを利用した「本人認証サービス」を行うサービスを提供

[2017年]
- IoT業界のリーディングカンパニーである韓国JCSQUARE(JCスクエア)との協業でIoTデバイスをセキュアにするIoTプラットフォームの共同開発を開始
- 世界最大級の半導体設計会社であるイギリスのARM社(ARM Ltd)の「mbed IoT Device Platformパートナー」になりIoTデバイスのセキュリティを強化すべく、GMOグローバルサインが発行する電子証明書を自動配布できるサービス提供に向けて、ARM社と共同で取り組みを開始
- 韓国のIoT分野のリーディングカパニーであるJC Square,Inc.の子会社であるジェイシースクエア社(日本)の第三者割当増資をGMOクラウドと共に引き受ける
- IoTデバイス向けのクライアント証明書の大量発行サービス「マネージドPKI for IoT」を提供開始
- スマートシティーやスマートグリッドの無線通信規格を制定する、世界的な会員制の非営利団体Wi-SUN Allianceが認証局サービスをメンバー企業に提供するためグローバルサインを選択

[2018年]
- マイナンバー制度対応「GMOオンライン本人確認サービス」印刷業界大手の共同印刷に採用
- マイナンバー制度対応「GMOオンライン本人確認サービス」 自社開発不要ですぐに導入できる、クラウド型の本人確認サービスを実現
- IoTデバイスの情報セキュリティの標準化を目指すため、GMOクラウド・GMOグローバルサイン・中国O-filmグループのAtte、IoTボードへGMOグローバルサインが発行する電子証明書を自動配布する共同研究開発を開始
- GMOグローバルサイン社製の企業向けシングルサインオンサービス「SKUID by GMO」 内部統制の国際認証である『SOC2 Type2』を取得
- IoTデバイス向けのクライアント証明書の大量発行サービス「マネージドPKI for IoT」が、世界最大級の半導体設計会社であるイギリスのARM社(ARM Ltd)が提供するIoTデバイス管理クラウド「Arm Mbed Cloud(エンベッドクラウド)」と連携を開始、GMOグローバルサインが発行する電子証明書を、高速かつ自動でIoTデバイスへ配布

## サービス構成
グローバルサインの提供サービスは電子証明書分野に経営資源を集中している。主力としているサービスはSSLサーバ証明書の販売で、EU圏では最大規模でありロシア国内で1位、日本国内でも1位である。
そのほかソフトウェアに署名をするコードサイニング証明書や電子文書への署名用証明書、ベルギー政府にも採用されたクライアント証明書など、PKI技術を用いた電子証明書分野においては多数のサービスを持っている。
SSLサーバ証明書では、ドメインの認証により発行するクイック認証SSL、企業の実在を認証して発行する企業認証SSL、さらに認証を強化し企業の法的、物理的実在を認証し、ブラウザのアドレスバーを緑色にするEV（強化認証） SSLと、認証レベルの異なる3つのサービスを、ひとつのブランドから提供する唯一のブランドである。
SSLサーバー証明書
- EV SSL(EV認証)
- 企業認証SSL(企業実在認証)
- クイック認証SSL(ドメイン認証)
- SSLマネージドサービス

クライアント証明書
- 電子署名(S/MIME)用証明書
- マネージドPKI Lite

ソフトウェアセキュリティ
- EVコードサイニング証明書
- コードサイニング証明書

IoTセキュリティ
- マネージドPKI for IoT

文書署名用証明書
- HSM格納タイプ（自動署名対応）
- USBトークン格納タイプ

AEG（Auto Enrollment Gateway）
SKUID（スクイド）by GMO
- シングルサインオン（SSO）　ID管理クラウドサービス（IDaaS）

## 沿革
- 2003年4月 - 日本ジオトラスト株式会社として設立
- 2003年5月 - 「クイックSSLプレミアム」「トゥルービジネスID」サービス提供開始
- 2004年6月 - SSL国内発行シェア10%突破
- 2005年
  - 9月 - アジアでのサービス提供開始
  - 10月 - SSL国内発行シェア20%突破
  - 12月 - 本社を「渋谷インフォスタワー」に移転
- 2006年
  - 8月 - 英国Certification Services Ltd.(CSL)を子会社化
  - 10月 - ベルギー国GlobalSign NVを（CSLを通じ）子会社化
- 2007年
  - 2月 - 中国法人を設立
  - 5月 - 社名を「グローバルサイン株式会社」に変更
  - 7月 - 米国法人を設立
- 2008年12月 - 社名を「GMOグローバルサイン株式会社」に変更
- 2009年3月 - アジアでの直販を開始
- 2010年
  - 2月 - シンガポール法人を設立
  - 5月 - 海外子会社の社名をGMO GlobalSign Ltd. およびGMO GlobalSign, Inc.へ変更
- 2012年
  - 1月 - 本社を「セルリアンタワー」に移転
  - 2月 - ロシア法人を設立
  - 5月 - インド法人を設立、SSLルート認証局別国内シェアNo.1を獲得
- 2013年3月 - 候補者・議員・首長・政党認証サービス開始
- 2014年9月 - IAMソフトウェア会社Ubisecure(ユビセキュア)社をグループ会社化
- 2015年
  - 1月 - SSL純増数No.1を獲得
  - 3月 - 一般ユーザーの利便性を向上するシングルサインオン（SSO）サービス販売開始
- 2016年
  - 1月 - 2年連続でSSL純増数No.1を獲得を獲得
  - 2月 - SSL日本国内シェアNo.1を獲得
  - 3月 - 「IoTプログラム」提供開始
  - 5月 - 公的個人認証サービスにおける総務大臣認定を取得
  - 11月 - 「マイナンバー制度対応　GMOオンライン本人確認サービス」提供開始
  - 12月 - 「IDアクセス管理クラウド　SKUID byGMO」提供開始
- 2017年
  - 1月 - UAE法人をドバイに設立
  - 4月 - 「マネージドPKI for IoT」提供開始
  - 8月 - SSLロシア国内シェアNo.1を獲得